# Jaarrekening
De jaarrekening of financieel jaarverslag is een jaarlijks overzicht van de financiële situatie van een bedrijf of organisatie. Een jaarrekening is een onderdeel van, of bijlage bij, het totale jaarverslag van de organisatie. Daarin wordt ook ingegaan op andere aspecten, zoals de uitgevoerde activiteiten en personalia.
In Nederland bevat de jaarrekening wettelijk minimaal de balans, de winst-en-verliesrekening en een toelichting op beide. Als de rechtspersoon onderdeel is van een groep, moet ook de geconsolideerde jaarrekening van de groep (zie onder) worden opgenomen in de jaarrekening van de onderdelen.
De jaarrekening wordt in Nederland wettelijk geregeld in art. 2:361 BW. De term jaarverslag wordt daar niet meer gebruikt; er wordt van bestuursverslag gesproken. Daarnaast bestaat er nog de categorie “Overige gegevens”. In de praktijk is de term jaarverslag wél gangbaar, deze betreft dan het totaal van jaarrekening, bestuursverslag en overige gegevens. In Nederland is een en ander geregeld in Boek 2 van het Nederlandse Burgerlijk Wetboek, Titel 9, De jaarrekening en het bestuursverslag (artikelen 360-455) en onder meer het Besluit modellen jaarrekening. Dit wordt ook wel met de term jaarrekeningenrecht aangeduid. De balans van een naamloze of besloten vennootschap moet zijn ingericht overeenkomstig model A of model B, de winst- en verliesrekening overeenkomstig model E of model F. Deze modellen zijn als bijlage bij het Besluit modellen jaarrekening gevoegd.
Voor zover niet anders vermeld gaat dit artikel over Nederland.

## Soorten jaarrekeningen

### Interne jaarrekening
De interne jaarrekening, ofwel bedrijfseconomische jaarrekening, is een jaarrekening ten behoeve van de leiding in een bedrijf of organisatie. Deze verschilt per onderneming, aangezien er geen wettelijke bepalingen op deze vorm rusten. Vaak is deze veel uitgebreider en gedetailleerder: uitgesplitst naar product, productgroep, vestiging etc. Het eerste doel van de interne jaarrekening is dan ook informatieverschaffing ten behoeve van de financiële besturing.

### Enkelvoudige jaarrekening
De enkelvoudige jaarrekening is de jaarrekening van een enkele rechtspersoon. Er wordt ook wel van vennootschappelijke jaarrekening gesproken. Het gaat hierbij om de jaarrekening die iedere rechtspersoon volgens de administratieplicht (art 2:10 BW) moet maken, waarbij eventuele deelnemingen in een andere vennootschap zijn opgenomen tegen (in principe) netto vermogenswaarde.

### Geconsolideerde jaarrekening
Een geconsolideerde jaarrekening geeft een jaarlijks overzicht van de financiële situatie van een groep. Deze wordt opgesteld door het moederbedrijf aan het hoofd van de groep. Een en ander is in Nederland geregeld in Boek 2 van het Nederlandse Burgerlijk Wetboek, Titel 9, Afdeling 13 (artikel 405 e.v.). Ondernemingen die tot een groep behoren (criterium overheersende zeggenschap of centrale leiding) moeten in deze jaarrekening worden opgenomen. De geconsolideerde jaarrekening vult de enkelvoudige jaarrekening aan en vervangt deze dus niet. Veelal wordt ook een 403-verklaring voor de groepsmaatschappijen afgegeven. De regelgeving omtrent consolidatie verschilt van land tot land. Daarnaast bestaat er ook de internationale standaard IAS 27 die verplicht is voor onder andere alle beursgenoteerde Europese bedrijven. In Nederland bestaan er uitzonderingen op grond van artikel 2:407 BW en 2:408 BW van de consolidatieplicht. Als een onderneming gebruik wil maken van de uitzondering van artikel 2:408 BW, moet er voor de kleinere, ondergeschikte ondernemingen wel een jaarrekening van een overkoepelend, "groter geheel" worden gedeponeerd. Dit kan bijvoorbeeld de hoogste moeder ("grootmoeder") zijn.

### Fiscale jaarrekening
Van de commerciële (bedrijfseconomische) jaarrekening wordt vervolgens nog de fiscale jaarrekening onderscheiden. De fiscale jaarrekening wordt opgemaakt ten behoeve van de aangifte Inkomstenbelasting of Vennootschapsbelasting voor een ondernemer of onderneming. Voor de fiscale jaarrekening gelden andere regels op het gebied van waarderen dan bij de commerciële het geval is. De fiscale jaarrekening maakt deel uit van de belastingaangifte en beslaat eigenlijk enkel de jaarrekening zelf (balans plus winst-en-verliesrekening). Openbaarmaking en accountantscontrole gelden er bijvoorbeeld niet voor. Vaak is de fiscale winst een ander bedrag dan volgens de commerciële stukken. Rechtspersonen die voor hun commerciële jaarrekening onder de vrijstelling micro- of kleine rechtspersoon vallen, mogen echter de fiscale waarderingen ook voor de commerciële jaarrekening gebruiken (art. 2:395a lid 7 en art. 2:396 lid 6 BW).

### Toelichting
Een belangrijk onderdeel van de jaarrekening wordt gevormd door de Toelichting op de balans en winst-en-verliesrekening. De toelichting is een verplicht document waarin onder andere staat volgens welke standaarden de balans is opgemaakt en welke waarderingsgrondslagen er gebruikt zijn. Ten slotte wordt ook voor de posten die deel uitmaken van de Vaste Activa en het Eigen Vermogen nog een verloopoverzicht weergegeven. Dit wil zeggen dat er een kort overzicht van de belangrijkste wijzigingen in de loop van de verslagperiode wordt opgesteld. Zo kan er bij Gebouwen worden gedacht aan afschrijvingen, investeringen, verkopen, waardeveranderingen e.d.. In Nederland wordt de Toelichting geregeld in de artt. 2:378-383e BW. De toelichting maakt dus deel uit van de jaarrekening.
Waarderingsregels zijn regels of afspraken over hoe en tegen welke waarde bezittingen of schulden verantwoord worden. Deze staan in de Toelichting op de balans en geven de gebruiker belangrijke informatie.
Ook dient de toelichting aan te geven welke standaarden zijn gebruikt. Dit is vastgelegd in art. 2:362 lid 10 BW. De meest voorkomende standaarden voor de jaarrekening zijn:
- Het Nederlandse jaarrekeningenrecht, Titel 9 Boek 2 BW
- De Europese richtlijnen: zie Wetgeving op de jaarrekening
- Lokale GAAP: Generally Accepted Accounting Principles (bv. GAAP van de Verenigde Staten)
- IAS en IFRS: International Accounting Standards en International Financial Reporting Standards

## Openbaarmaking
De jaarrekening moet in principe binnen vijf maanden na afloop van het boekjaar worden opgemaakt door het bestuur van de organisatie. Deze wordt daarna vastgesteld door de algemene vergadering en binnen acht dagen openbaar gemaakt bij het Handelsregister van de Kamer van Koophandel. Heeft de algemene vergadering niet binnen twee maanden na het opstellen de jaarrekening deze vastgesteld dan maakt het bestuur onverwijld de opgestelde jaarrekening openbaar met de aantekening dat deze nog niet is vastgesteld. In de praktijk zijn er van allerlei bedrijven jaarrekeningen die nooit zijn vastgesteld, maar wel zijn openbaar gemaakt. Het bestuur heeft daarmee aan zijn verplichtingen voldaan. Er kan bijvoorbeeld een belangenconflict met de algemene vergadering zijn, waardoor men de jaarrekening weigert vast te stellen. In bijzondere omstandigheden kan vaststelling om zwaarwichtige redenen met 6 maanden worden uitgesteld. Vanaf boekjaar 2016 bedraagt deze uitsteltermijn 5 maanden. De uiterste datum voor openbaarmaking is hoe dan ook 12 maanden. Het openbaarmaken geschiedt bij de jaarrekening door deponering bij de KvK. Daar waar het gaat om het openbaarmaken van het bestuursverslag en bepaalde onderdelen van de Overige gegevens, kan de rechtspersoon ervoor kiezen om deze ten kantore van de rechtspersoon ter inzage te houden. Deze wijze van openbaarmaken moet aan de KvK gemeld worden, zodat belanghebbenden weten waar zij terecht kunnen. Nalatigheid in deze is een economisch delict op grond van de Wet op de economische delicten. Dat laatste klinkt erger dan het in de praktijk is. In geval van faillissement van de rechtspersoon kan dit leiden tot bestuurdersaansprakelijkheid.
Nieuw sinds de invoering van de Flexwet is dat als de bestuurders en aandeelhouders dezelfde zijn ondertekening van de jaarrekening door de bestuurders gelijk tot vaststelling van de jaarrekening leidt, tenzij dit door de statuten van de vennootschap is uitgesloten. Deze dient dan binnen acht dagen te worden gedeponeerd. Indien er maximaal uitstel is verleend dient de jaarrekening binnen elf maanden te worden opgesteld. Ondertekening van de jaarrekening leidt dan tot vaststelling en de jaarrekening dient, indien het boekjaar gelijk is aan het kalenderjaar, gedeponeerd te worden voor 8 december.
In het geval de jaarstukken niet gedeponeerd zijn of de onderneming de administratie niet op orde heeft, kan er wel een extra gevolg zijn. Belandt de onderneming in een faillissement, dan kunnen de bestuurders voor het tekort worden aangesproken door de curator. In bijzondere gevallen voor uitstel van deponering kan men zich wenden tot het Ministerie van Economische Zaken: het gaat dan om een ontheffing. Deze kan onder andere worden verleend wanneer de administratie verloren is gegaan, bijvoorbeeld door brand of diefstal, en wanneer er beslag op de administratie is gelegd, bijvoorbeeld door de FIOD.
De originele jaarrekening moet worden ondertekend door alle directeuren/bestuurders en leden van de Raad van Commissarissen. Ontbreekt de handtekening van een van hen, dan wordt de reden daarvan vermeld. Op de overige exemplaren kan worden volstaan met de vermelding van de namen van de ondertekenaars. Als de jaarrekening wordt gedeponeerd, moet daarop een vermelding worden gemaakt van de datum van vaststelling: "Deze jaarrekening is vastgesteld op...". Gezien het vorenstaande hoeft de te deponeren jaarrekening niet te zijn voorzien van handtekeningen, maar kan worden volstaan met de namen van de ondertekenaars.
Op 10 maart 2010 heeft het Europees Parlement besloten dat EU-landen kleine bedrijven mogen vrijstellen van de plicht om een jaarrekening op te stellen. De nieuwe vrijstelling kan gaan gelden voor bedrijven met minder dan 10 werknemers en een balanstotaal welke lager is dan een half miljoen euro, zogenaamde micro-ondernemingen. Thans is in art. 2:395a een vrijstelling voor micro-rechtspersonen opgenomen. Deze categorie dient evenwel steeds een jaarrekening op te stellen en openbaar te maken, maar er gelden weinig eisen.

## Vaststelling
Nadat de jaarrekening is opgemaakt (opgesteld), dient deze ter verantwoording aan de algemene vergadering (AV) te worden voorgelegd. Bij vennootschappen (BV of NV) is dat de algemene vergadering van aandeelhouders (AVA) en bij verenigingen de algemene ledenvergadering (ALV). Ook bij coöperaties onderlinge waarborgmaatschappijen is goedkeuring van de algemene vergadering nodig.
De algemene vergadering is wettelijk gezien het orgaan binnen de rechtspersoon dat de jaarrekening dient vast te stellen, door het voorstel van het bestuur (doorgaans gesteund door de Raad van Commissarissen, of bij verenigingen de kascontrolecommissie). Er is geen termijn voor het vaststellen van de jaarrekening: de AV zou dit kunnen weigeren. Ontbreekt er een vastgestelde jaarrekening, dan kan wettelijk (nog) geen dividend worden uitgekeerd.

### Besluitvorming door de AV
De AV is formeel het orgaan dat een aantal belangrijke besluiten omtrent de jaarrekening moet nemen:
- het besluit dat de rechtspersoon gebruik zal maken van de uitzondering op de consolidatieplicht ex 2:408 BW
- het besluit dat de rechtspersoon haar jaarrekening opstelt in een taal anders dan het Nederlands ex 2:362 lid 7 BW
- het besluit dat de rechtspersoon de termijn voor opmaken van de jaarrekening verlengt met 5 maanden om een gewichtige reden ex 2:210 BW
- het besluit dat de jaarrekening wordt vastgesteld ex 2:210 lid 3 BW (BV), 2:101 lid 3 BW (NV) en 2:58 lid 1 BW (Coöperatie en Onderlinge waarborgmaatschappij).

### Vereenvoudigde vaststelling
Uitsluitend bij de naar Nederlands recht opgerichte BV bestaat sinds de invoering van de Flex-wet een mogelijkheid van vereenvoudigde vaststelling van de jaarrekening. Deze mogelijkheid is alleen aanwezig wanneer alle aandeelhouders van de BV ook de functie van bestuurder hebben. Dit zal met name bij de vele directeur/grootaandeelhouders (dga's) in Nederland het geval zijn. Het ondertekenen van de jaarrekening door de bestuurders en - eventuele- commissarissen geldt dan reeds als vaststelling. De AVA hoeft er dus niet meer over te besluiten. De vaststelling van de jaarrekening wordt dan ook niet meer geagendeerd voor de jaarvergadering. Deze vereenvoudigde vaststelling heeft wel het nadeel dat het bestuur dan de jaarrekening binnen 8 dagen bij het Handelsregister moet openbaarmaken. Er zal dan in het algemeen nog geen AVA zijn geweest.

## Vrijstellingen voor het openbaarmaken
In het Nederlandse jaarrekeningenrecht zijn verschillende vrijstellingen voor het openbaar maken van de jaarrekening opgenomen. Het gaat hier om zeer veel voorkomende vrijstellingen, afhankelijk van de omvang van de rechtspersoon. Hierbij kan worden aangetekend dat iedere publicatieplichtige rechtspersoon (meestal een BV, NV of vreemdrechtelijke aandelenvennootschap) altijd per boekjaar wel iets openbaar dient te maken. Er bestaat derhalve geen totale vrijstelling voor openbaarmaken. Verder zijn de vrijstellingen steeds facultatief, dat wil zeggen dat de rechtspersoon er gebruik van mag maken, maar nooit verplicht is om dit te doen. Als de algemene vergadering (AvA) binnen de eerste 6 maanden na het begin van het boekjaar heeft besloten dat het bestuur niet van een bepaalde vrijstelling gebruik mag maken, heeft zij daarin het laatste woord. Het bestuur zal dan volgens het regime voor de 'grote' rechtspersoon de jaarstukken moeten openbaarmaken. Deze regel is te vinden in artikel 2:398 lid 2 BW. Ten slotte geldt er nimmer een vrijstelling voor de zogenaamde OOB's (organisaties van openbaar belang). Deze regel is te vinden in artikel 2:398 lid 7 BW. De thans in Nederland geldende vrijstellingen zijn deze voor:
- Micro-rechtspersoon
- Kleine rechtspersoon
- Middelgrote rechtspersoon

### Micro-rechtspersoon
Op 1 november 2015 is in werking getreden de Uitvoeringswet richtlijn jaarrekening, die onder meer de voorschriften versoepelt voor micro-ondernemingen, ook microrechtspersoon of micro-rechtspersoon genoemd (art. 2:395a BW). Een rechtspersoon is een micro-onderneming indien deze aan minstens twee van de volgende drie criteria voldoet: een balanstotaal van maximaal 350.000 euro, een netto-omzet van maximaal 700.000 euro, een gemiddeld personeelsbestand gedurende het boekjaar van minder dan tien werknemers. Een accountantsverklaring is niet nodig bij de categorie micro. Het Besluit modellen jaarrekening is tenslotte niet van toepassing op de categorie micro.
De balans mag bij de categorie micro beperkt blijven tot de hierna genoemde posten (van elk alleen het totaalbedrag):
- Aan de actiefzijde
  - opgevraagde stortingen van geplaatst kapitaal (artikel 370 lid 1 onder d)
  - kosten in verband met de oprichting van de entiteit, en de latere uitgifte van extra aandelen (artikel 365 lid 1 onder a)
  - vaste activa en vlottende activa (artikel 364 lid 1)
- Aan de passiefzijde
  - het eigen vermogen (artikel 373 lid 1 waarbij de posten worden samengetrokken tot een post)
  - voorzieningen (artikel 374 lid 1)
  - schulden met een resterende looptijd van ten hoogste een jaar
  - schulden met een resterende looptijd langer dan een jaar

De winst-en-verliesrekening mag beperkt blijven tot de volgende posten:
- netto-omzet (artikel 377 lid 3 onder a)
- overige bedrijfsopbrengsten (artikel 377 lid 3 onder d)
- kosten voor grondstoffen en hulpstoffen (artikel 377 lid 3 onder g)
- personeelskosten (artikel 377 lid 3 onder e)
- waardecorrecties (artikel 377 lid 3 onder h en i, waarbij de posten worden samengetrokken tot een post)
- overige bedrijfskosten (artikel 377 lid 3 onder j)
- belastingen (artikel 377 lid 1 onder a)
- resultaat (artikel 377 lid 1 onder a)

### Kleine rechtspersoon
De vrijstelling voor micro-rechtspersoon is in Nederland te vinden in art. 2:396 BW. Er gelden voor de interne jaarrekening beperkte inrichtingvoorschriften. De rechtspersoon mag voor de externe rapportgage de fiscale grondslagen gebruiken. Openbaarmaking is enkel verplicht voor een beperkte balans met toelichting. Verder gelden veel vereisten die in de hoofdregel voor de jaarrekening gelden bij deze categorie niet. Zo is er geen accountantscontrole verplicht, hoeft er geen bestuursverslag te worden opgesteld en mogen de Overige Gegevens ook achterwege blijven.

### Middelgrote rechtspersoon
De vrijstelling voor de middelgrote rechtspersoon is tamelijk technisch van aard. De bepaling is in Nederland te vinden in art. 2:397 BW. De vrijstelling geldt vooral voor de inrichting van de jaarrekening. Diverse posten mogen daarin worden samengevoegd of weggelaten. Bepaalde delen van de Overige gegevens hoeven niet openbaar gemaakt te worden.

## Prijzen en Erkenning
- Henri Sijthoff Prijs
- Kristalprijs